# Acanthancora coralliophila
Acanthancora coralliophila är en svampdjursart som beskrevs av van Soest 1984. Acanthancora coralliophila ingår i släktet Acanthancora och familjen Hymedesmiidae. Inga underarter finns listade i Catalogue of Life.